# Oplostomus bicolor
Oplostomus bicolor är en skalbaggsart som beskrevs av Edgar von Harold 1878. Oplostomus bicolor ingår i släktet Oplostomus och familjen Cetoniidae. Inga underarter finns listade i Catalogue of Life.